# برایان استلتر
برایان استلتر (انگلیسی: Brian Stelter؛ زادهٔ ح. ۱۹۸۵) روزنامه‌نگار، و ویراستار اهل ایالات متحده آمریکا است. او به عنوان مجری سی‌ان‌ان و سردبیر بخش رسانه سی‌ان‌ان فعالیت می‌کند. استلتر پیش از این گزارشگر نیویورک تایمز و دبیر ادویک بوده‌است.

## دوران جوانی و تحصیلات
استلتر در ۳ سپتامبر ۱۹۸۵ در دمشق، مریلند، در خانواده دونا و مارک استلتر به دنیا آمد. او در دبیرستان دمشق تحصیل کرد و در سال ۲۰۰۳ فارغ‌التحصیل شد، استلتر پس از آن به دانشگاه تاوسان رفت، و از ۲۰۰۵ تا ۲۰۰۷ به عنوان سردبیر مجله «نور برج» به خدمت پرداخت. وی در حالی که هنوز دانشجو بود، یک تلویزیون خبری ایجاد کرد و وبلاگی دربارهٔ تلویزیون کابلی راه‌اندازی کرد. او بعداً این مجموعه را به مدیابیسترو فروخت تا بخشی از شبکه وبلاگ ادویک شود.

## منابع

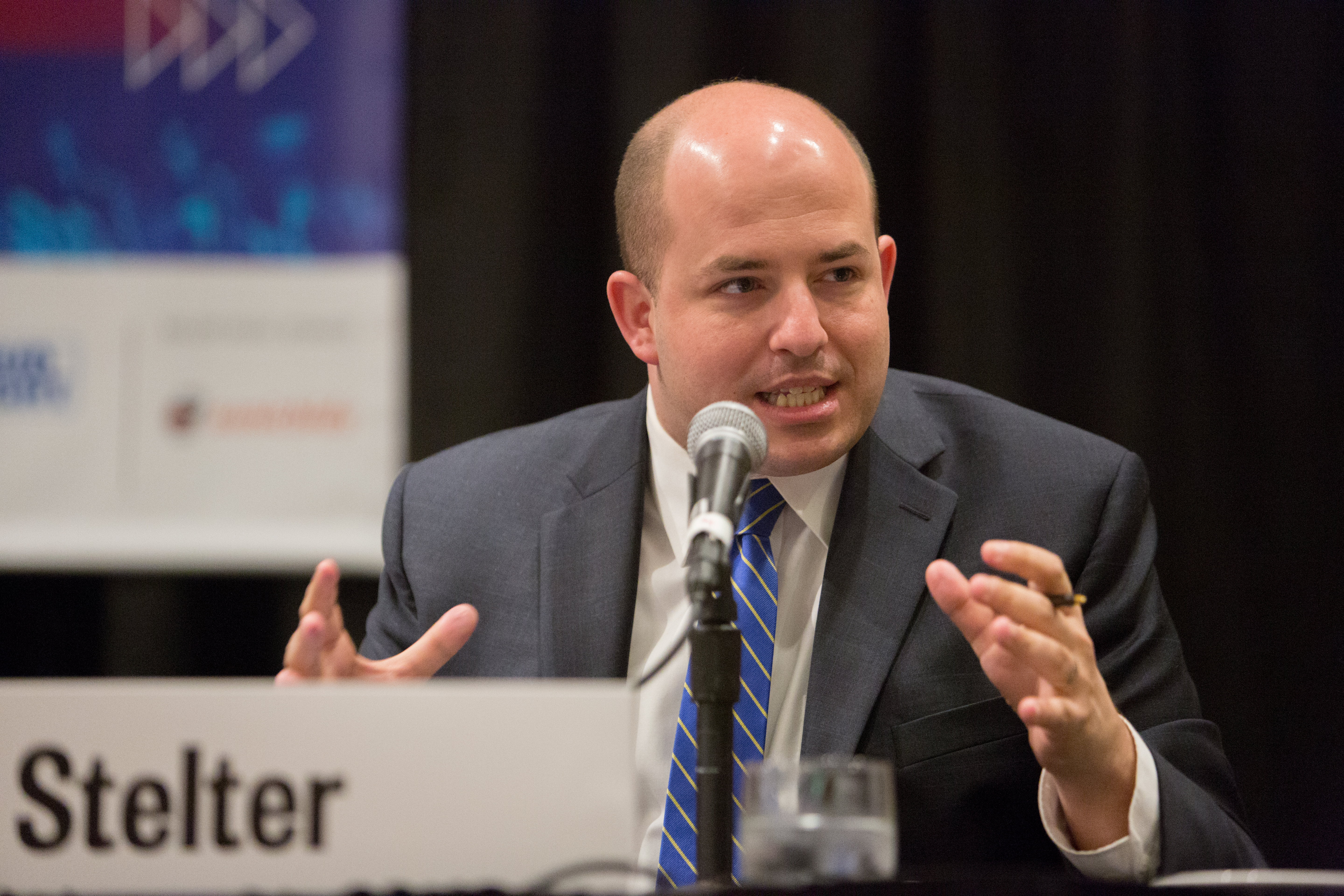
برایان استلتر ۲۰۱۷